# Anfiteatro de Pérgamo
El Anfiteatro de Pérgamo fue un antiguo anfiteatro de Pérgamo, en Asia Menor, en la actual Turquía. Sus ruinas se encuentran en el noroeste de la actual ciudad de Bergama. Forman parte del Patrimonio de la Humanidad de la Unesco de Pérgamo y su paisaje cultural de estratos múltiples.
El anfiteatro fue construido durante el Imperio romano en los siglos siglo I-II d. C. En él no solo se celebraban las típicas luchas de gladiadores y de animales, sino también, presumiblemente, las más raras naumaquias, (representacioes de batallas navales).
Estaba situado en la ladera noroccidental de la colina al suroeste de la acrópolis de Pérgamo, hoy conocida como Mussala (Musala) Mezarlik. Se construyó en el valle entre la colina y la montaña situada a su oeste, de modo que las gradas de sus lados más largos aprovechaban las pendientes naturales y solo era necesario construir más en los extremos más cortos, al otro lado del valle. En la dirección norte-sur, el diámetro del anfiteatro era de unos 136 m, y en la dirección este-oeste, de unos 128 m. La arena central en el centro del anfiteatro tenía 51 m de diámetro en dirección norte-sur y 37 m en dirección este-oeste.

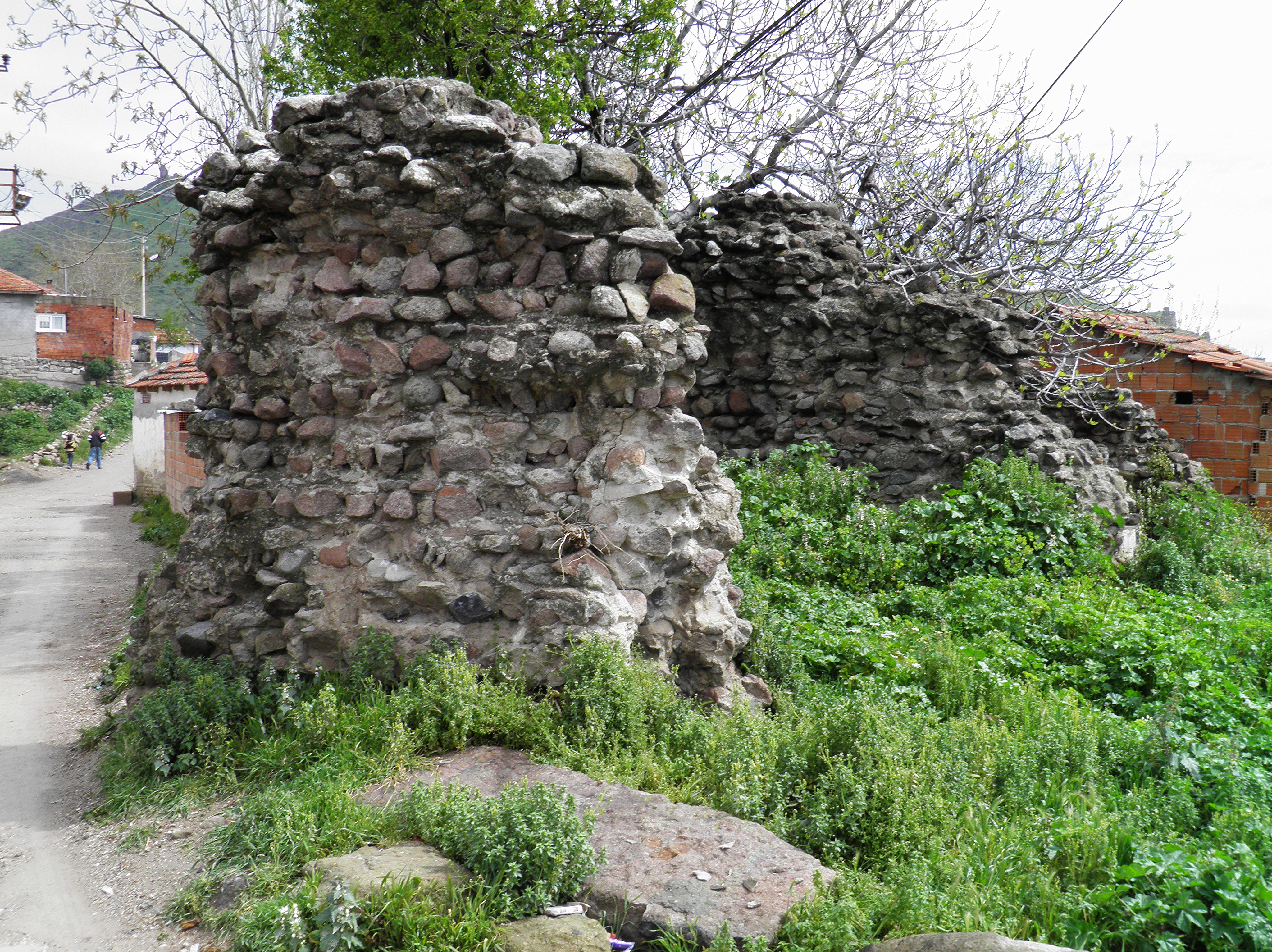
Restos.

El agua que fluía por el valle, que desembocaba en el río Selinus (actual Bergama Çayı), pasaba por un túnel abovedado bajo el edificio. Se cree que podría haberse aprovechado para utilizar el teatro para representaciones de naumaquias vertiendo agua en él. Sin embargo, aún no se han encontrado pruebas definitivas de ello. Una estructura similar se encuentra en el anfiteatro de Cícico, que también se construyó en el valle.
El emperador bizantino Teodoro II Láscaris visitó el anfiteatro en 1250. Para entonces ya estaba en ruinas, y solo se mencionan sus muros y bóvedas. Hoy en día, incluso en ruinas, el edificio es uno de los anfiteatros romanos mejor conservados de Asia Menor. Algunas de sus estructuras para espectadores siguen en pie con una altura de unos 30 m. La excavación arqueológica del anfiteatro comenzó en 2018, con el objetivo de excavar toda la estructura en cinco años.